# Muscopteryx nitida
Muscopteryx nitida är en tvåvingeart som beskrevs av Henry J. Reinhard 1944. Muscopteryx nitida ingår i släktet Muscopteryx och familjen parasitflugor.
Artens utbredningsområde är Kalifornien. Inga underarter finns listade i Catalogue of Life.